# Voler (chanson)
Singles de Michel Sardou
Et puis après
(2010) Elle vit toute seule
(2011)
Pistes de Être une femme 2010
Être une femme 2010 Chacun sa vérité
Voler est une chanson interprétée en duo par Michel Sardou et Céline Dion, sortie sur l'album de Sardou Être une femme 2010 et parue en single le 25 novembre 2010. La chanson était initialement prévue pour être chantée par Michel Sardou seulement, et c'est sa choriste, Delphine Elbé, qui a eu l'idée du duo.
La chanson évoque la passion de Sardou à piloter un avion.

## Autour de la chanson

### Clip vidéo
La chanson a fait l'objet d'un clip vidéo dans lequel des images de Céline Dion ont été intégrées. Ainsi, les deux artistes ne se sont pas rencontrés pour sa réalisation.

### Propos de Michel Sardou
Quatre ans plus tard, sur le plateau de On n'est pas couché le 20 septembre 2014, Michel Sardou exprime son mécontentement au sujet du titre. Il reproche aux « imbéciles de maisons de disques » d'avoir choisi, pour tourner le clip, un comédien ne lui ressemblant pas, et déplore également n'avoir pas pu rencontrer la chanteuse pour enregistrer le morceau. Il qualifie même cette expérience personnelle de « merdier ».

### Versions live
La chanson est incluse lors du spectacle Confidences et retrouvailles - Live 2011 où elle est interprétée avec Delphine Elbé, sa choriste. Lors de la première tournée des Grands Moments, qui reprend l'essentiel de ses plus grands succès, Voler est également chantée en compagnie de Delphine Elbé.